# ワイズ郡 (バージニア州)
ワイズ郡（英: Wise County）は、アメリカ合衆国バージニア州の南西部に位置する郡である。2010年国勢調査での人口は41,452人であり、2000年の40,123人から3.3%増加した。州内で大都市圏に入っていない郡としては、人口最大である。郡庁所在地はワイズ町（人口3,286人）であり、同郡で人口最大の町はビッグストーンギャップ町（人口5,614人）である。
ワイズ郡は1856年にリー郡、スコット郡、ラッセル郡のそれぞれ一部を合わせて設立された。郡名は当時バージニア州知事を務めていたヘンリー・アレクサンダー・ワイズに因んで名付けられた。

## 歴史
1671年から1685年、チェロキー族インディアンが、ワイズ郡となった土地を含む地域をフアレイ族から奪った。そこは後にイロコイ連邦のシックスネーションやショーニー族との争いになった。1786年夏の2日間、クリンチ川の水源で、チェロキー族の狩猟部隊がショーニー族の1隊と戦い、チェロキー族が勝ったが、双方に大きな損失が出た。
ワイズ郡となった地域に到達した最初の白人開拓者は、トマス・ウォーカーとクリストファー・ギストとだったと言われており、どちらも1750年のことだった。1774年からクリンチ川沿いに幾つかの砦が建設されたが、1794年にチカマウガ・チェロキー族指導者ボブ・ベンジが開拓者に殺されて初めて、ワイズ郡地域は狩猟のだめだけでも白人開拓者が入って安全と考えられるようになった。初期開拓者の中には、1792年頃に入植したウィリアム・ウェルズがいた。
州の最大警備刑務所が郡内にある。レッドオニオン州立刑務所は1998年に開設され、ウォレンズリッジ州立刑務所は1999年に開設された。

## 地理
アメリカ合衆国国勢調査局に拠れば、郡域全面積は405平方マイル (1,050 km2)であり、このうち陸地404平方マイル (1,046 km2)、水域は1平方マイル (3 km2)で水域率は0.29%である。ワイズ郡はアパラチア山脈の中にあり、ハイノブなど多くの山岳やパウェル・バレーがある。

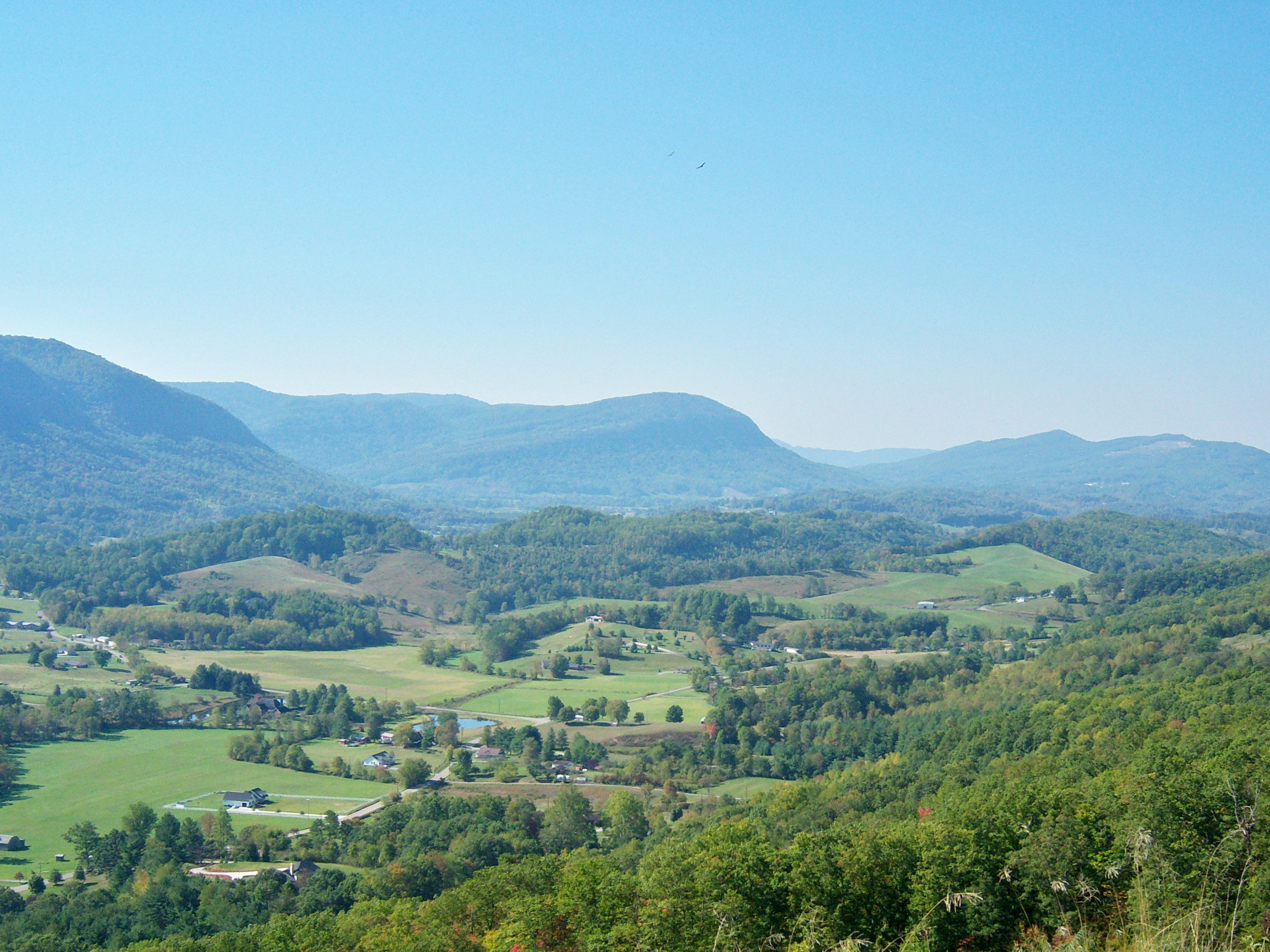
ベンジズギャップから見たパウェル・バレーの風景

### 主要高規格道路
- アメリカ国道23号線
- アメリカ国道58号線代替路
- バージニア州道63号線
- バージニア州道72号線
- バージニア州道83号線

### 隣接する郡と独立市
- レッチャー郡 (ケンタッキー州) - 北西
- パイク郡 (ケンタッキー州) - 北
- ディケンソン郡 - 北東
- ラッセル郡 - 東
- スコット郡 - 南
- リー郡 - 南西
- ハーラン郡 (ケンタッキー州) - 西
- ノートン市 - 郡内に包含

### 国立保護地域
- ジェファーソン国立の森（部分）

## 人口動態
以下は2010年国勢調査による人口統計データである。
| 基礎データ - 人口: 41,452人 - 世帯数: 15,968 世帯 - 家族数: 10,892 家族 - 人口密度: 38人/km2（103人/mi2） - 住居数: 17,940軒 - 住居密度: 17軒/km2（44軒/mi2） 人種別人口構成 - 白人: 93% - アフリカン・アメリカン: 5.2% - ネイティブ・アメリカン: 0.10% - アジア人: 0.30% - 太平洋諸島系: 0.01% - 混血: 0.90% - ヒスパニック・ラテン系: 1.10% 年齢別人口構成 - 18歳未満: 20.8% - 65歳以上: 14.1% - 年齢の中央値: 39歳 - 性比（女性100人あたり男性の人口） - 総人口: 107 - 18歳以上: 107.08 | 世帯と家族（対世帯数） - 18歳未満の子供がいる: 31.8% - 結婚・同居している夫婦: 50.3% - 未婚・離婚・死別女性が世帯主: 12.6% - 非家族世帯: 31.8% - 単身世帯: 27.4% - 65歳以上の老人1人暮らし: 11.4% - 平均構成人数 - 世帯: 2.40人 - 家族: 2.90人 収入と家計 - 収入の中央値 - 世帯: 35,053米ドル - 人口1人あたり収入: 17,512米ドル - 貧困線以下 - 対人口: 19.3% - 持家率: 70.0% |

## 都市と町
- ワイズ - 郡庁所在地
- ビッグストーンギャップ
- アパラチア
- コーバーン
- パウンド
- セントポール
- 独立市のノートンが郡域に囲まれてあるが、郡には属していない。

## 教育

### 公共教育学区
ワイズ郡公共教育学区が郡内17の学校を運営しており、入学児童生徒数は7,000人以上である。ワイズ郡教育委員会はこの数年間で高校の統合を検討し、2011年に小さい方から3つの高校を閉鎖し、それぞれ大きな高校3校に統合させた。

### 私立学校
ワイズ郡クリスチャン学校

### 高等教育機関
- バージニア大学のワイズ・カレッジ、ワイズ
- マウンテン・エンパイア・コミュニティカレッジ、ビッグストーンギャップ

## メディア
郡内で以下の新聞が発行されている。
- 「クリンチ・バレー・タイムズ」、キャッスルウッドとセントポールおよびその周辺地域に配布される週刊紙
- 「コールフィールド・プログレス」[7]、週2回刊行、郡全体をカバーする
- 「ザ・ポスト」、週刊紙、ビッグストーンギャップとその周辺地域をカバーしている

ラジオ局はFM5局、AM2局から放送している。

## 観光

### 自然と屋外のレクリエーション

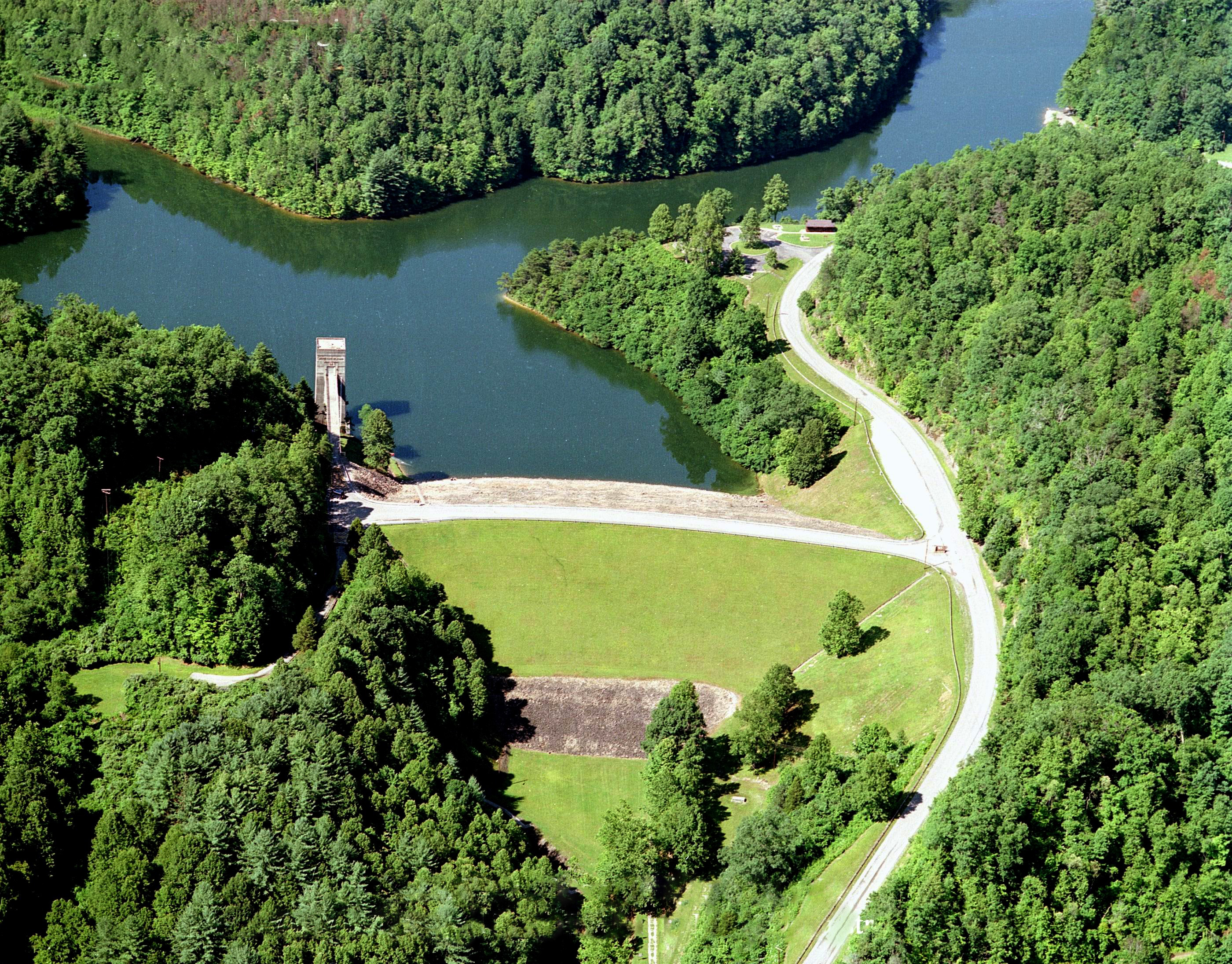
パウンド川湖北支流

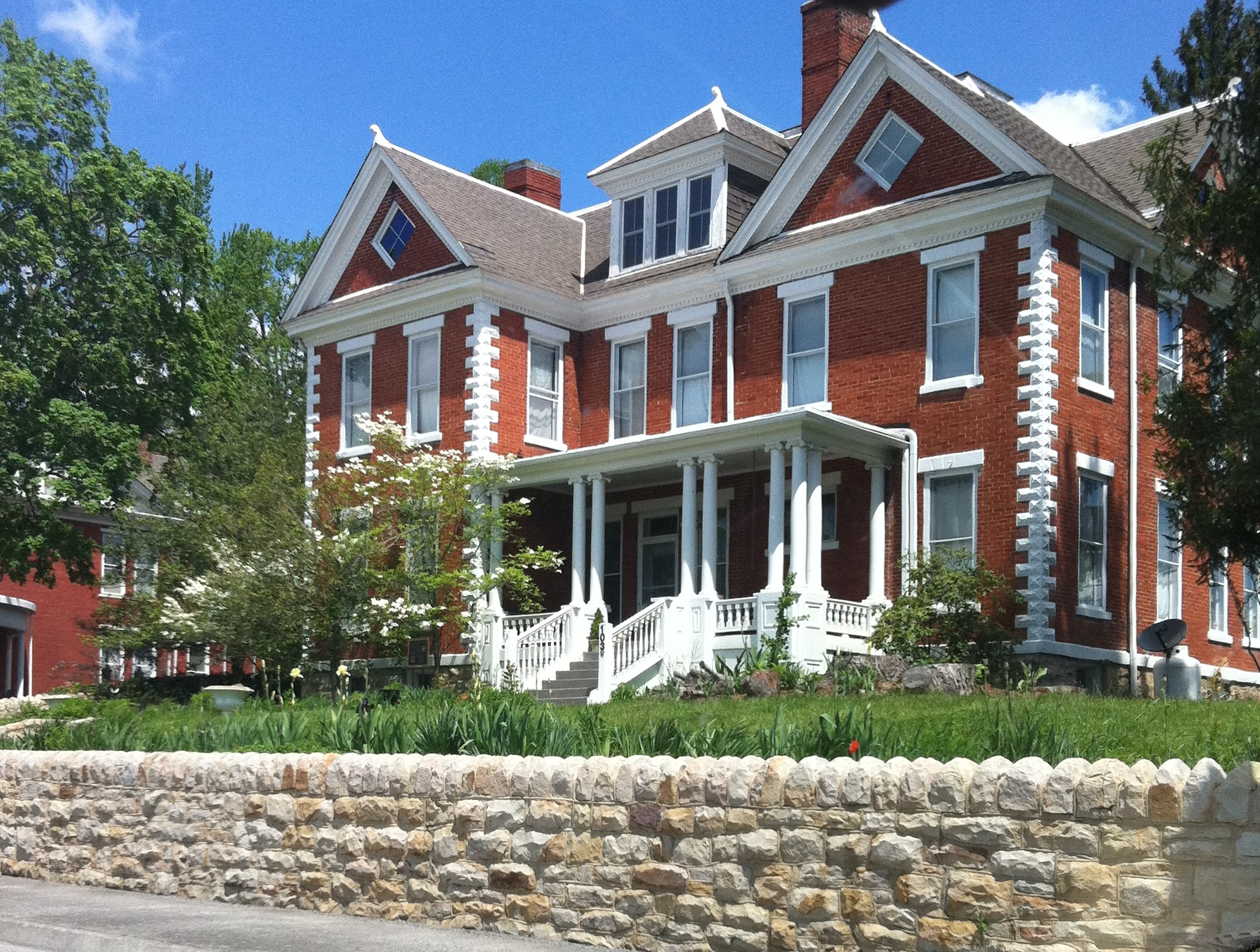
E・M・フルトン邸

郡内にジェファーソン国立の森の大きな部分が入っており、クリンチ川が郡内を流れている。これら2つが、アパラチア山脈の中にあることと組み合わされ、アウトドア・レクリエーションの多くの機会を提供している。
アパラチアン・トレイルを繋ぐ多くの歩道があることに加え、ビッグストーンギャップのマイナーズ公園やアパラチア山脈のルイス・E・ヘネガー・マイナーズ記念公園など多くの公園がある。
特徴あるものの中でも、アパラチア山脈に残っていた火の見櫓の最後のものがあったが、2007年10月31日に放火によって破壊された。他にアパラチア湿地のウェットランド・エストノアやクリンチ川流域がある。

### 劇場と芸術
- 『トレイル・オブ・ロンサム・パイン』、夏の間、ビッグストーンギャップで演じられる屋外劇、バージニア州の公式屋外劇である
- プロ・アート協会が学校年度を通じて劇、ミュージカル、芸術の行事を開催している。ワイズに本部がある
- ワイズ郡芸術サマー・アカデミー、ワイズ郡公共教育学区が後援し、一部はバージニア州芸術委員会が資金を出している。夏の間、大規模な制作と巡回公演など、子供のための芸術プログラムを提供している
- アパラチアン子供劇場、バージニア州南西部、ケンタッキー州東部、テネシー州北東部において子供のための芸能と芸術の教育を推進している。2006年、この組織はワイズ中心街に新装した施設をオープンした[9]
- チャールズ・W・ハリス・アートギャラリーは、ワイズの町のワイズ郡公共図書館の場所にある

### 祭
- クリンチ川デイズ、毎春セントポールで開催[10]
- バージニア・ケンタッキー地区祭、毎夏ワイズで開催
- ワイズ郡フェイマス・フォール・フリング、毎年ワイズで開催[11]
- ゲスト川ラリー、9月のレーバーデー週末にコーバーンで開催
- アパラチア石炭鉄道デイズ、毎夏アパラチアで開催
- パウンド・ヘリテージ・デイズ、毎年レーバーデー前の週にパウンドで開催
- ドック・ボッグス・オールドタイム音楽祭、9月第2週週末にノートンのカントリー・キャビンで開催

### 歴史的な見どころ
- 南西バージニア博物館歴史的州立公園
- ワイズ郡庁舎
- ハイノブ展望台
- コロニアル・ホテル
- E・M・フルトン邸